# ۱۲۱۲ (میلادی)
۱۲۱۲ (میلادی) هزار و دویست و دوازدهمین سال تقویم میلادی است.

## درگذشتگان
‎